# Pjelaxfjärden
Pjelaxfjärden är en fjärd i Finland. Den ligger i kommunen Närpes i landskapet Österbotten, i den västra delen av landet, 300 km nordväst om huvudstaden Helsingfors.
Pjelaxfjärden är en typisk inlandsfjärd och omsluts till största delen av fastland. I söder av halvön Storön och i norr Västerlandet. Den skiljs från Österfjärden av öarna Svartön och Baddaren.